# Parafia Najświętszej Maryi Panny Wniebowziętej w Brunarach
Parafia Najświętszej Maryi Panny Wniebowziętej w Brunarach – parafia rzymskokatolicka, znajdująca się w diecezji tarnowskiej, w dekanacie Ropa.

## Historia
11 listopada 1335 r. na prawie niemieckim wieś założył król Kazimierz III Wielki. W tym czasie powstała we wsi Brunary parafia rzymskokatolicka uposażona „jednym łanem ziemi”. Parafia przestała istnieć pod koniec XV w. Wówczas została erygowana parafia greckokatolicka, którą uposażył bp Marcin II Szyszkowski – książę siewierski i biskup krakowski.
Parafię rzymskokatolicką pw. NMP Wniebowziętej erygował (powtórnie) w 1951 r. bp Jan Stepa (biskup tarnowski). Parafia należy do diecezji tarnowskiej, od 1951 do dekanatu grybowskiego, obecnie (od 1 listopada 1998 r.) do dekanatu Ropa. W parafii znajdują się dwa kościoły (dawne cerkwie): cerkiew św. Michała Archanioła – obecnie kościół parafialny pw. Matki Bożej Wniebowziętej w Brunarach i cerkiew św. Dymitra – kościół filialny pw. Matki Bożej Nieustającej Pomocy w Czarnej.

## Proboszczowie
- ks. Konstanty Cabaj 1951–1952 (zm. 1993)[3]
- ks. Stanisław Cebula 1952–1989 (zm. 11.08.1990)[2]
- ks. Mieczysław Czekaj 1989–1990 (zm. 26.03.2016)[4]
- ks. Jan Malisz 1990–1993 (zm. 22.06.2015)[5]
- ks. Stefan Skraba 1993–1994 (zm. 28.02.1994)[6]
- ks. Franciszek Chodór 1994–2014 (rezydent w parafii od 2014)[7]
- ks. Józef Bąk 2014–2019[8]
- ks. Piotr Kruczyński 2019 – obecnie[7]